# Hauke Fuhlbrügge
Hauke Fuhlbrügge (21 marzo 1966) è un ex mezzofondista tedesco.

## Palmarès

### Mondiali
- 1 medaglia:
  - 1 bronzo (Tokyo 1991 nei 1500 metri piani)

### Mondiali indoor
- 1 medaglia:
  - 1 argento (Budapest 1989 nei 1500 metri piani)

### Universiadi
- 1 medaglia:
  - 1 oro (Zagabria 1987 nei 1500 metri piani)